# Шулан, Людвиг Теодор
Людвиг Теодор Шулан (18 июля 1827, Дрезден — 12 июля 1900, там же) — германский архитектор и живописец, по происхождению француз, сын Иоганна Людвига Шулана.
Получил образование в дрезденском Политехническом институте и Академии художеств при нём, затем был учеником Готфрида Земпера. В 1850—1851 годах жил в Италии и Сицилии и, отправившись в 1858 году в Рим, жил там до 1861 года и предпринимал оттуда экскурсии для изучения архитектурных памятников во Флоренцию, Венецию и другие города Италии (в 1864, 1873 и 1874 годах). По возвращении в Дрезден в 1868 году получил звание придворного живописца, построил там католическую церковь в новой части города, капеллу диаконис и несколько домов и вилл; кроме того, он писал масляными красками и акварелью архитектурные виды, высоко оценивавшиеся современниками по рисунку, удачному выбору точки зрения и по выдержанности воздушной перспективы. Преподавал в Академии художеств, до 1890 года состоял в Саксонском обществе древностей. Был похоронен на кладбище Анны.
Главные произведения его кисти — стенные картины в вестибюле Дрезденского придворного театра, в оружейной зале тамошнего королевского дворца (8 древних замков, принадлежавших предкам царствующей саксонской фамилии) и станковые картины «Альбрехбург в Мейссене», «Остров среди Тибра, в Риме», «Сант-Анастасия, в Вероне» и «Замок св. Ангела, в Риме» (была выставлена в Дрезденской галерее). В роскошном издании мюнхенской фирмы Брукмана «Венеции» было помещено много рисунков этого художника.